# Хендри, Глория
Гло́рия Хе́ндри (англ. Gloria Hendry; 3 марта 1949) — американская актриса кино.

## Краткая биография
Глория Хендри родилась 3 марта 1949 года в Уинтер-Хейвен, Флорида.
Глория Хендри начала свою актёрскую карьеру в 1968 году в фильме Сидни Пуатье — «Ради любви к Айви». Один из самых известный фильмов с её участием — «Живи и дай умереть» (вышел в 1973 году), в котором она исполнила роль Рози Карвер.
Позже она снималась в нескольких блэксплотейшн-фильмах 1970-х годов, например, «Чёрный цезарь» (1973) или «Беспорядки в Гарлеме» (1973).

## Фильмография
| Год  |   | Русское название                | Оригинальное название       | Роль                    |
| ---- | - | ------------------------------- | --------------------------- | ----------------------- |
| 1968 | ф | Ради любви к Айви               | For Love of Ivy             | официантка с коктейлями |
| 1970 | ф | Домовладелец                    | The Landlord                | Глория                  |
| 1972 | ф | По ту сторону 110-й улицы       | Across 110th Street         | Лорелин                 |
| 1973 | ф | Чёрный цезарь                   | Black Caesar                | Хелен                   |
| 1973 | ф | Живи и дай умереть              | Live and Let Die            | Рози Карвер             |
| 1973 | ф | Большое ограбление Слотера      | Slaughter’s Big Rip-Off     | Марсия                  |
| 1973 | ф | Беспорядки в Гарлеме            | Hell Up in Harlem           | Хелен Брэдли-Вашингтон  |
| 1974 | ф | Джонс — Чёрный пояс             | Black Belt Jones            | Сидни                   |
| 1974 | ф | Дикие сёстры                    | Savage Sisters              | Линн Джексон            |
| 1977 | ф | Голые кулаки                    | Bare Knuckles               | Барбара Дэрроу          |
| 1993 | ф | Тыквоголовый 2: Кровавые крылья | Pumpkinhead II: Blood Wings | Далила Петтибоун        |
| 1994 | ф | Итальянская мафия               | Lookin’ Italian             | мама Леона              |
| 2008 | ф | Человек в зеркале               | Man in the Mirror           | проститутка             |
| 2009 | ф | Абсолютное зло                  | Absolute Evil               | слепая женщина          |
| 2012 | ф | Смерть со спецэффектами         | Freaky Deaky                | сержант Морин Дауни     |
| 2019 | ф | Братская честь                  | A Brother’s Honor           | Ханна                   |
| 2021 | ф | Черноснежка                     | Snow Black                  | тётя Сидни              |